# Achromoporus robustus
Achromoporus robustus är en mångfotingart som beskrevs av Loomis 1936. Achromoporus robustus ingår i släktet Achromoporus och familjen Chelodesmidae. Inga underarter finns listade i Catalogue of Life.